# Sikhanyiso Dlamini
SAR Princesa Sikhanyiso de Essuatíni (Mebabane, 1 de setembro de 1987) é a filha mais velha do Rei Mswati III de Essuatíni. Ela é a primeira dos seus trinta filhos, e sua mãe é a primeira das dez rainhas do Rei Mswati, Inkhosikati LaMbikiza.

## Vida e educação
Sikhanyiso Dlamini foi educada na grã-Bretanha, na colégio particular St Edmund's College, em Ware na Inglaterra, onde ela ficou na Casa Challoner. Ela continuou a estudar teatro na Universidade Biola, na Califórnia. Em 2012, a Princesa Sikhanyiso graduou-se da Universidade de Sydney, com um diploma de mestre em comunicação digital. Enquanto na Austrália, ela residia em Glebe com seu assessor nomeado pelo palácio Yemma Sholo. Ela é a primeira filha de Inkhosikati LaMbikiza e tem mais de duas centenas de tios e tias com relação sanguínea, através de seu avô, o Rei Sobhuza II, que tinha setenta esposas e duas centenas de crianças. Ela é também uma de seus mil netos na Casa de Dlamini.
Em 2001, Mswati III instituiu o umchwasho - um ritual tradicional de castidade - na Essuatíni, como meio de combater a epidemia de AIDS. A princesa tornou-se foco de controvérsia enquanto ainda estava no estrangeiro, pois não estava seguindo as restrições do ritual. Enquanto estudava no exterior, a Princesa Sikhanyiso desenvolveu uma reputação de ignorar, ou de se rebelar, contra as tradições do seu país natal. Sikhanyiso veste calça jeans e minissaias, algo que as mulheres na Essuatíni são proibidas de fazer.

## Controvérsias
Em 14 de dezembro de 2003, um relatório apareceu no jornal Times of Swaziland, alegando que a Princesa Sikhanyiso havia embarcado em uma viagem para os Estados Unidos e grã-Bretanha, e que o governo Suazi tinha gastado cerca de 100 mil dólares na viagem. O gabinete do Primeiro-Ministro, posteriormente, emitiu um comunicado de imprensa para refutar essas afirmações.
No fim do banimento de 2005, a Princesa Sikhanyiso, então com dezessete anos de idade, comemorou com uma festa com música alta e álcool na residência da Rainha-mãe. Como punição pelo desrespeito da princesa à residência real, durante o qual Mswati anunciou seu noivado com uma nova mulher, um oficial da supervisão de assuntos tradicionais bateu na Princesa Sikhanyiso com uma vara.
No ano seguinte, a princesa criticou a instituição da poligamia em Essuatíni, dizendo: "a poligamia traz todas as vantagens de um relacionamento para o homem, e isto para mim é injusto e mal". A Princesa foi subsequentemente "amordaçada" pelo Palácio Real e a imprensa não foi autorizada a contactá-la. Ela é uma aspirante a atriz e rapper e é comumente conhecida como "Pashu" em Essuatíni.
Em 2007 foi destaque em um documentário intitulado Without the King (Sem o Rei em português) sobre a monarquia de Essuatíni, a disparidade entre a riqueza da realeza e a pobreza generalizada de seus súditos e a crise de HIV e AIDS.
No final de setembro de 2013, a Princesa teve uma conversa de cerca de três horas de duração com uma organização suazi proscrita no Twitter, o Movimento Popular Democrático Unido. Após o ocorrido, sua conta no Twitter foi apagada sem explicação.[carece de fontes?]

## Conquistas
O Rei apoiou a Princesa com o seu lançamento da Fundação Imbali em abril de 2014. A fundação foca na saúde, educação e espiritualidade do Imbali YemaSwati (O regimento de donzelas suazi dirigido pela Inkhosatana ou a donzela-chefe). A Princesa concorre no concurso de beleza Miss Turismo Essuatíni. A Associação de Deficientes Auditivos da Essuatíni solicitou o seu patrocínio para o Miss África Surda e recebeu o apoio do governo.
Durante a breve permanência da princesa na Malásia para um programa de estágio na Universidade de Limkokwing, ela gravou uma música achamada "Hail Your Majesty" em homenagem ao pai. A estréia da música-tributo recebeu uma ovação em Limkokwing durante a atribuição de um doutorado honorário ao rei Mswati III em 4 de julho de 2013.
A Princesa é membro do conselho de administração da MTN Swazilândia, uma empresa multinacional de telecomunicações móveis. Ela nomeou um empresário da Malásia, o diretor do MyStartBiz Sdn Bhd, Muhammad Qadeer, como seu enviado especial para a Promoção de Investimentos no Reino de Essuatíni

## Discografia
1. "Abeze Kim" (feat M'du e Princesa Lindani)
2. "Hail Your Majesty"